# Rezerwat przyrody Kozłowy Ług
Rezerwat przyrody „Kozłowy Ług” – torfowiskowy rezerwat przyrody położony na terenie gminy Sokółka w powiecie sokólskim w województwie podlaskim. Leży w granicach Parku Krajobrazowego Puszczy Knyszyńskiej.
Przedmiotem ochrony jest fragment Puszczy Knyszyńskiej z rozległym torfowiskiem odznaczającym się wysokim stopniem naturalności, w początkowym stadium sukcesji leśnej.
Zajmuje powierzchnię 140,49 ha (akt powołujący podawał 139,45 ha).